# SKAI
SKAJ (Oekraïens: СКАЙ, vaak geromaniseerd tot SKAI) is een Oekraïense poprockband. De band is in 2001 in Ternopil opgericht. 

## Bandleden

### Huidige bandleden
- Oleh Sobtsjoek – zang en gitaar
- Oleksandr Hrysjtsjoek – gitaar
- Oleksandr Droeker – basgitaar
- Jevgeni Kibelev – drums
- Joeri Mozil – keyboard

### Voormalige bandleden
- Joeri Roednytsky – basgitaar
- Serhi Nedasjkovsky – drums
- Oleh Tarasenko

## Discografie

### Studiualbums
- 2006 – Te, sjtsjo treba
- 2007 – Planeta S.K.A.J.
- 2010 – !
- 2014 – Kraj neba
- 2016 – Nove Zjittja

### Compilaties
- 2011 – 10